# Imrich Stacho
Imrich Stacho (* 4. November 1931 in Trnava, Tschechoslowakei; † 10. Januar 2006) war ein tschechoslowakischer Fußballtorwart.

## Karriere

### Verein
Von 1947 bis 1966 spielte er für den Verein Spartak Trnava in 211 Ligaspielen in den er zehn Tore schoss. Seine Karriere musste er aufgrund eines Achillessehnenrisses beenden, zuvor war im Tor von Trnava von Josef Geryk abgelöst worden. Ihm wurde ein Abschiedsspiel gegen Admira Wien zuteil.
Während seines Militärdienstes spielte er für Tankista Praha in Prag.

### Nationalmannschaft
Mit der tschechoslowakischen Nationalmannschaft nahm er an den Fußballweltmeisterschaften 1954 und 1958 teil. Insgesamt absolvierte er 23 Länderspiele. Beim Länderspiel gegen Irland am 10. Mai 1959 erzielte er ein Tor per Elfmeter.